# Роґово (Ельблонзький повіт)
Роґово (пол. Rogowo, нім. Rogau) — село в Польщі, у гміні Пасленк Ельблонзького повіту Вармінсько-Мазурського воєводства.
Населення — 55 осіб (2011).
У 1975-1998 роках село належало до Ельблонзького воєводства.

## Демографія
Демографічна структура станом на 31 березня 2011 року:
|          | Загалом | Допрацездатний вік | Працездатний вік | Постпрацездатний вік |
| -------- | ------- | ------------------ | ---------------- | -------------------- |
| Чоловіки | 32      | 8                  | 22               | 2                    |
| Жінки    | 23      | 6                  | 13               | 4                    |
| Разом    | 55      | 14                 | 35               | 6                    |